# 윌리엄 골드스미스

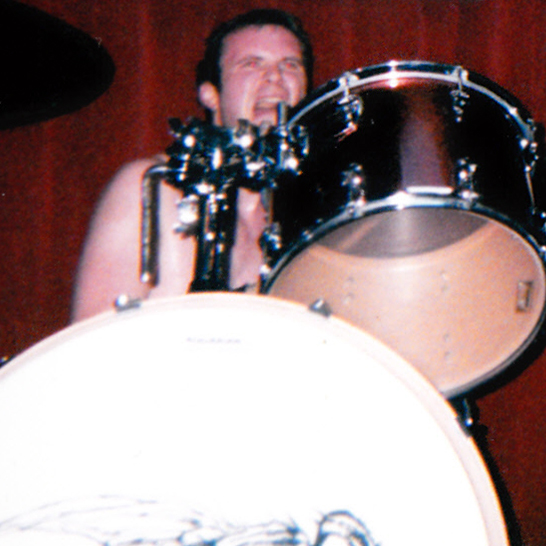

윌리엄 골드스미스(William Goldsmith, 1972년 7월 4일 ~ )는 미국의 록 드러머이다. 서니 데이 리얼 이스테이트(Sunny Day Real Estate)의 멤버였으며, 푸 파이터스에서도 잠시 활동하였다. 현재 파이어 세프트(The Fire Theft)에서 드러머로 활동하고 있다.